# Braslav (panonski knez)
Braslav je bil konec 9. stoletja zadnji knez na ozemlju današnje  Hrvaške  med Dravo in Savo. Bil je frankovski vazal, toda vsaj od leta 884 je imel na tem tudi samostojno gospostvo (regnum). Za njim so na tem področju zavladali Madžari. 

## Položaj kneza Braslava
Delovanje kneza Braslava opisujejo Fuldski anali. Kot knez oziroma kot vojvoda (dux Brazlavo) je vladal regnumu med Dravo in Savo (regnum inter Dravo et Savo flumina). Izraz regnum ne smemo prevajati kot kraljestvo; v frankovskem imperiju so se namreč pojavili trije tipi regna. Prvi tip označuje celoten frankovski imperij, drugi tip označuje frankovsko podkraljestvo, tretji tip pa politično in regionalno entiteto, ki so ji ime izbrali lokalni prebivalci; prvima dvema tipoma regna so vladali kralji (rex), tretjemu tipu pa so lahko vladali kraljevi sinovi (s titulo kralja ali brez nje) ali celo princi, ki niso bili iz kraljeve družine. Naziv knez/vojvoda  (dux Brazlavo, Brazlavone duce)  kaže, da je Braslavov regnum pripadal tretjemu političnemu tipu. 

## Vladavina kneza Braslava
Braslavova  oblast se je na začetku razprostirala na področju južnega dela stare Spodnje Panonije- tam, kjer je na začetku 9. stoletja vladal spodnje-panonski knez Ljudevit Posavski, torej na območju stare Slavonije. Zato so ga imenovali tudi vojvoda panonski. Fuldski anali pravijo, da se je njegovo območje razprostiralo med Dravo in Savo ter med reko Kolpo in Odogro ter po Savi navzdol do Bolgarov. O začetku Braslavove vladavine ne vemo ničesar. Najkasneje leta 884 ga najdemo kot kneza oziroma kot vojvodo  na področju kasnejšega kajkavskega govora med Dravo in Savo (dux Brazlavo). Na tem področju je imel tedaj  celo že svoj lasten klientelni regnum.  Prva omemba v Fuldskih analih se navezuje na spopade v vzhodnem delu Karantanskega regnuma, v katere sta se zapletla Karoling Arnulf Koroški in velikomoravski knez Svetopolk. Svetopolkov vojaški prodor v Arnulfov Karantanski regnum je tako ali drugače vplival tudi na Braslava; Braslav se tedaj znajde v Konigsstadtu, kjer se pokloni  frankovskemu cesarju  Karlu Debelemu in mu obljubi zvestobo. , ki je s Svetopolkom tedaj sklenil premirje. Leta 892 pa Braslav v novi vojni z Velikomoravci sodeluje na strani Arnulfa Koroškega. V isti vojni so bili Arnulfovi zavezniki Madžari, leta 894 pa so se slednji obrnili proti Arnulfu. 
V veliko bližino meja Braslavove  dežele so Madžari prišli že leta 889, ko so poselili področje med Tiso in Donavo. Da bi se ubranil pred madžarskim navalom, se je Arnulf leta 896 obrnil na vazalnega slavonskega kneza Braslava in mu prepustil področje Spodnje Panonije z Blatenskim kostelom. Tako je pod oblast Braslava za zelo kratek čas prišlo tudi območje okrog Ptuja. Toda boj Braslava proti Madžarom je bil brezupen; Braslav se po letu 896 ne omenja več. Splošni razlog za šibkost frankovskega sveta proti Madžarom je bil, da številna mesta in gradišča niso imela dovoljenja za utrditev. Madžari pa so v Evropo prinesli uporabo konjskega stremena, ki ga Evropejci dotlej niso poznali, in ki je omogočalo spretno premikanje na plemenitih jahalnih konjih, nenadne napade, hlinjenje pobegov in pripravljanje zased, zato so Madžari kot konjeniško ljudstvo zlahka obvladali panonske stepe. Panonijo so zasedli že najkasneje v letih 899/900. Čeprav je to področje ves čas ostajalo pod madžarskim vplivom, je nad njim že kmalu razširila svoj vpliv stara Hrvaška, s katero si odtlej trajno deli skupno zgodovino.